# Matthias Ude
Matthias Ude (* 22. März 1972) ist ein deutscher American-Football-Trainer und früherer -Spieler.

## Laufbahn
Ab 1992 spielte er bei den Quickborn Destroyers, 1993 wechselt Ude zu den Hamburg Blue Devils, für die er bis 2001 auf der Position des Linebackers auflief. Der 1,82 Meter große Spieler gewann mit den Hamburgern zweimal die deutsche Meisterschaft sowie dreimal den Eurobowl. Als er die Teufel verließ, war er zu diesem Zeitpunkt statistisch der beste Verteidiger der Mannschaftsgeschichte. 1999 kam er zudem für Rhein Fire in der NFL Europe zum Einsatz. Mit der deutschen Nationalmannschaft wurde er 2001 Europameister.
Zur Saison 2019 schloss er sich dem Trainerstab des Zweitligisten Elmshorn Fighting Pirates an. Bei den Elmshornern kümmerte er sich unter Cheftrainer Jörn Maier um die Betreuung der Linebacker und war somit 2019 am erstmaligen Aufstieg der Mannschaft in die höchste deutsche Spielklasse, GFL, beteiligt.